# 이리자리 GQ b

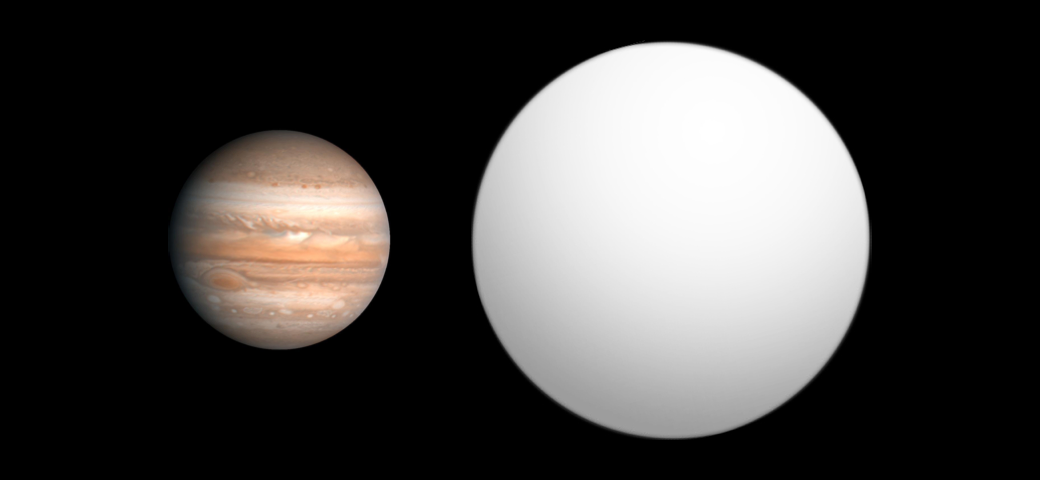

이리자리 GQ b는 K형 주계열성 이리자리 GQ를 도는 외계 행성 후보이다. 2005년 4월 발견 사실이 공식 발표되었다. 2M1207b와 함께 이리자리 GQ b는 직접 사진을 찍어 존재를 증명한 외계 행성이다. 2004년 6월 25일 칠레 소재 파라날 천문대 내 VLT 망원경을 이용하여 사진을 찍었다.
이리자리 GQ b의 분광형은 M6에서 L0 사이로 보이며 표면 온도는 약 2,650 켈빈 전후이다. 항성으로부터 약 100 천문단위 떨어져 있는 것으로 추측되며 여기서 b가 어머니 항성을 1회 도는 데 걸리는 시간은 약 1,200년일 것이다. 여기서 b의 질량은 목성의 수 배는 될 것으로 생각된다. 이리자리 GQ b처럼 젊은 천체들의 나이를 예측하는 모형들은 헛점이 많기 때문에 b의 질량은 최소 목성의 수 배에서 최대 36배까지 커질 수도 있다. 따라서 극단적일 경우 b는 행성이 아닌, 갈색 왜성이 된다. 2006년 기준으로 국제 천문 연맹은 이리자리 GQ b를 "젊은 별을 돌고 있는, 행성급 질량을 지닐 가능성 있는 천체"로 서술하였다.

## 같이 보기
- 2M1207b
- 외계 행성